# 인구
인구(人口)는 나라나 지역에 살고 있는 사람 수를 말한다. 생물학에서 동·식물의 개체수를 나타낼 때에는 쓰이지 않는 낱말이다. 인구는 사망, 출생, 혼인, 이혼, 가족 계획 등 다양한 요인으로 결정된다. 사회학과 경제학, 그리고 지리학에서는 인구의 이동과 그 원인을 분석하기도 한다.
이와 같은 인구에 대한 연구는 확률에 크게 의존하며, 개인에 따라서는 인구 이동에 대한 연구 분석 결과가 적용되지 않을 수도 있다. 이는 다양한 인구 이동의 원인이 한데 묶이는 까닭도 있지만, 대개 인구 이동 원인 자체가 매우 모호하기 때문이기도 하다. 인구학은 인구 이동과 직결된 마케팅에 매우 유용하게 쓰이기도 한다. 특히, 소매 상점 등은 당장 인구의 이동이 매출에 큰 영향을 미치고, 잠재적 고객을 확보하는 것이 매우 중요하기 때문에 인구의 이동을 분석하려 힘쓴다.
나라에 따라 몇 년에 한 번씩 그 나라에 살고 있는 사람의 수를 알아내고자 인구조사를 실시한다. 이러한 인구조사는 정책과 직접 관계될 수 있으므로, 매우 중요하다 이로써 대한민국 인구는 (2021기준) 5143만명이다.

## 역사
세계 인구는 서력 기원 30년 경에는 약 2.1억 내지 2.5억이었던 것이 1650년에 약 5.5억으로 되었다. 1750년경에는 약 6.2억이 되었고, 1850년에는 약 12억으로 되었다. 1950년에는 약 24억, 1975년에는 39억 7천만으로 기록되고 있으며 2000년에는 60억 5천만 명으로 기록되었다.
인구의 성장률은 시대에 따라 다르다. 기원 30년경부터 1650년까지 16세기 이상 걸려서 약 2배가 된 세계 인구가 다음에는 1650년부터 1850년까지의 2세기 사이에 약 2배가 되고 최후에는 2000년까지의 겨우 반세기 동안에 약 2배가 되었다. 고대·중세의 인구 동태의 특징은 대변동과 장기 준정체(長期準停滯)였다.
인구의 역사에는 대증가와 대감소가 포함된다. 예컨대, 잉글랜드의 인구는 기원 0년경에 약 100만이던 것이 400년경에는 약 300만이 되었고 그것이 800년경에는 약 150만으로 감퇴되었다든지, 또 흑사병으로 유럽의 어느 지역은 인구의 3분의 1을 일거에 잃어버리기도 하였다.
기간 전체를 통하여 보면 결과적으로 인구의 대증가가 없이 장기 준정체를 지켜 왔다. 하지만, 근세 이후가 되어 인구의 동태는 지속적인 성장을 하게 되었다. 인구는 근대에 이르러 급증하기 시작했고 현대에 이르러서는 폭발적인 증대양상을 보이고 있다.

## 세계 인구

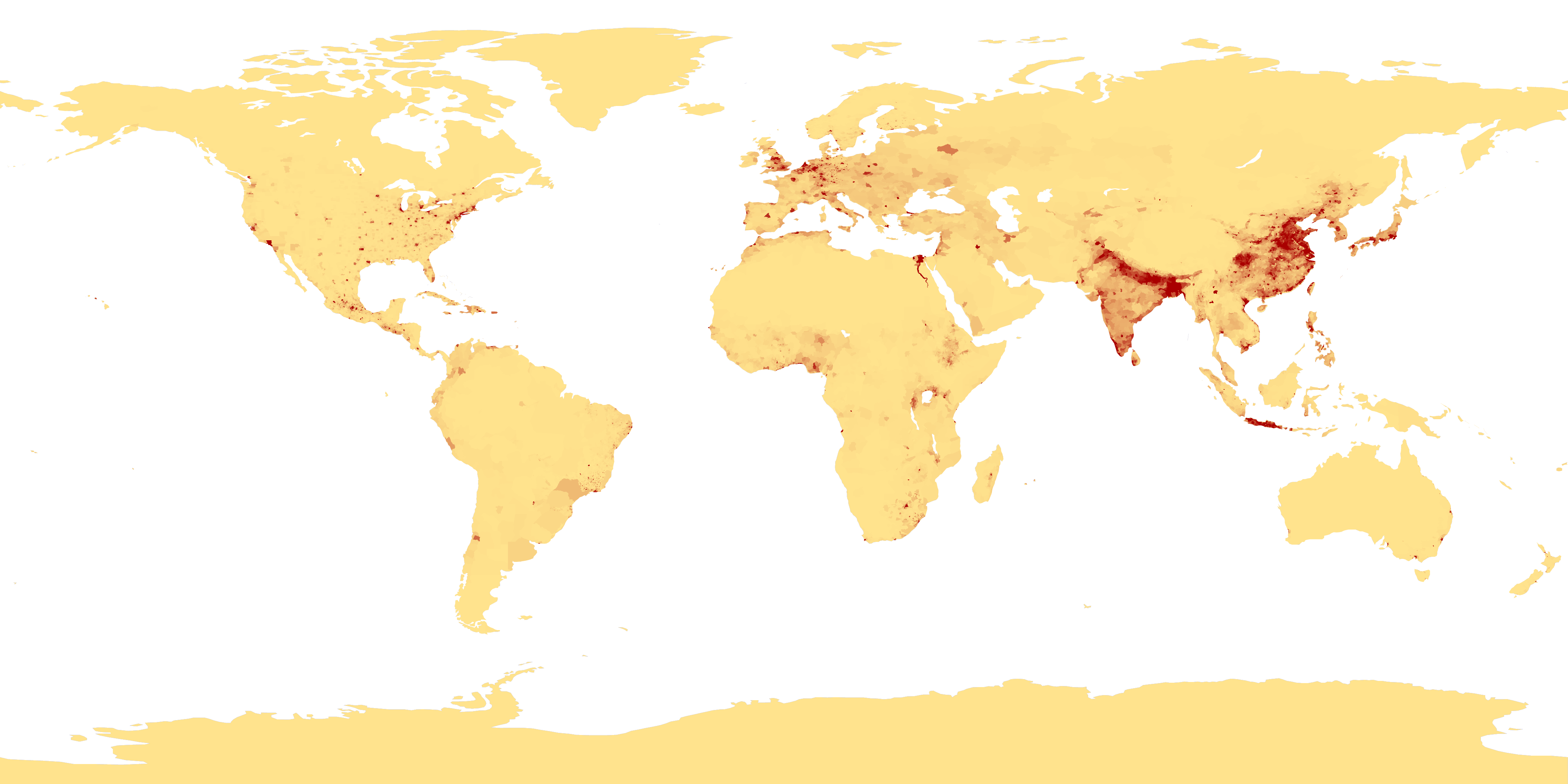
세계 도시별 인구 분포 지도

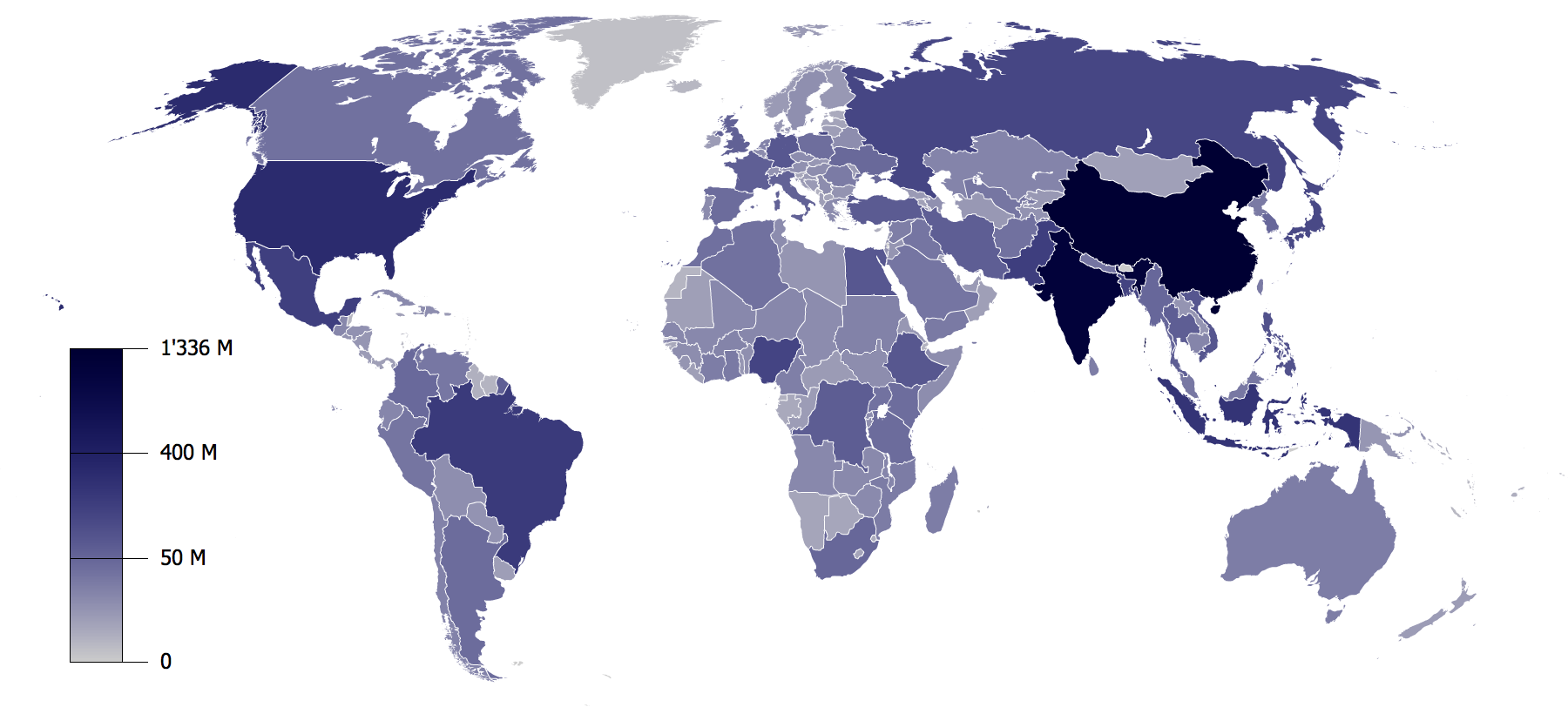
세계 나라별 인구 분포 지도

세계 인구 증가 그래프

미국 인구 조사국에 따르면, 2006년 1월 25일, 세계 인구가 65억에 육박했다고 한다. 또한, 국제연합인구기금은 1999년 10월 12일쯤에 세계 인구가 약 60억에 육박했다고 발표했다. 그리고 1987년에 세계 인구는 50억에 이르렀다는 발표가 있었다. 2022년 11월 15일, UN은 세계 인구가 80억에 이르렀다고 발표했다. 그러나 세계 인구를 모두 파악하는 것은 사실상 불가능하기 때문에, 실제 이들 인구 조사는 어느 정도 오류가 있다.
앞으로의 인구 변화는 정확하지는 않지만, 2050년에는 90억에 이를 수 있다는 통계도 있다. 이는 보건 기술이 좋아지고, 개발도상국에도 확대되고 있으며, 녹색혁명 등으로 식량 공급 사정이 나아졌기 때문이다. 하지만 유럽 등 일부 선진국에서 출산율이 줄어들고 있는 추세이기 때문에 아직 정교한 통계는 불가능하다.

## 인구 조절
인구는 때로는 지나치게 증가해서, 때로는 지나치게 감소해서 문제가 된다. 만약 인구가 지나치게 증가하면, 노동력은 풍부하지만 식량 문제 등 당장 의식주에 문제가 생길 수도 있다. 이러한 문제는 주로 후진국에서 나타난다. 반면에, 인구가 지나치게 감소하면 그만큼 노동력이 감소하고 고령화가 심해져 국가 운영에 큰 차질이 생길 수 있다. 이러한 문제는 기본적인 의식주 생활을 충족하고, 출산을 꺼려하는 선진국에서 잘 나타난다. 적당한 인구 조절은 매우 중요해서 인공자궁처럼 인구와 관련된 기술이 발달하면 과거 산업혁명에 맞먹는 충격이 올 수도 있다.
대한민국은 1960년대에서 1980년대까지는 인구를 감소시키려는 산아제한 정책을 추진했다. 대표적인 예로 "딸 아들 구별 말고 둘만 낳아 잘기르자"와 같은 문구가 있다. 그러나 최근에는 젊은이 사이에서 출산을 꺼려하는 경향이 있어 도리어 출산을 장려하는 정책을 펼치고 있다. 대표적인 예로, 대한민국 일부 지역에서는 출산을 장려하고자 출산양육지원금을 주고 있다. 그러나 시행한 지 얼마 되지 않아 여러 문제점이 지적되고 있으며, 지원 금액이 형평에 맞지 않다는 평가도 있다.

## 경제적인 관점으로 본 인구

### 개요
인구는 노동이나 자본과 함께 생산요소의 하나를 이룬다. 한 나라 인구수의 대소는 정치적·군사적 관점으로는 물론 경제적인 면에서도 아주 중요한 의의를 갖는다.즉 어느 지역의 인구의 다소는 그 지역의 생산과 소비의 양과 관계하며 이들은 정(正)의 상관관계에 있기 때문이다. 중국이 한국전쟁 때 인해전술을 쓴 것이나, 미국이나 일본이 앞을 다투어 중국에 접근하게 된 것도 중국의 12억이라는 대인구 집단을 갖는 시장이 중시되었기 때문이다. 오늘날 생산기술의 발전단계에 있어서는 소인구국에서 성립시키기가 어려운 생산 부분이 더욱 많아지고 있다. 다시 말하여 대규모의 생산을 필요로 하는 생산 부문은, 좁은 국내 시장을 갖는 나라에서는 운영하기 어렵다. 이와 같은 사정은 특히 자동차 제조업과 같은 중화학 공업이나 출판업에서 알 수 있다. 서부 유럽에 있는 나라들은 EEC를 형성하였고, 영국 자체의 영연방(英聯邦)을 구성한 까닭도 인구에 연유되는 것이다.
최근에는 인공지능이나 로봇들이 주로 하층 인구의 중요성을 조금씩 대체하고 있으며 인간 이상의 지능이 등장할 미래 시대에서는 인간은 경제사에 있어 유일무이한 지위를 잃을 것으로 예상된다. 문화적 부분에서도 인간은 인공지능의 글과 음악, 그림에 대해서 근본적으로 다른 인지나 거부감은 없으며 인공지능의 창작물은 인간의 것과 마찬가지로 매출을 발생시킬 수 있다. 인구가 감소해도 대신 증가할 로봇이나 인공지능을 능가하는 인간은 오히려 더 큰 기회를 잡을 가능성이 있다.

### 인구와 경제상황과의 관계
인구규모는 실업률과 물가에 영향을 미친다. 인구는 기술 발전, 원자재 가격 변동과 함께 총생산을 늘리는 주요 요인이 되는데, 이 때 총생산이 늘어날 경우 실업률과 물가가 대체로 낮아지며, 총생산이 줄어들 경우 실업률과 물가가 증가한다고 알려져 있다. 

## 같이 보기
- 세계 인구
- 인구순 나라 목록
- 한국의 인구
- 대한민국의 인구
- 인구통계학
- 인구 통계
- 인구 관련 단체 목록